# Afroleptomydas matetsiensis
Afroleptomydas matetsiensis är en tvåvingeart som beskrevs av Joseph Charles Bequaert 1963. Afroleptomydas matetsiensis ingår i släktet Afroleptomydas och familjen Mydidae.
Artens utbredningsområde är Zimbabwe. Inga underarter finns listade i Catalogue of Life.